# Cilicia
Nella geografia antica, la Cilicia formava un distretto sulla costa sudorientale dell'Asia Minore (Turchia), a nord di Cipro.
Essa si estendeva lungo le coste del Mediterraneo dalla Panfilia al Monte Amanus (Giaour Dagh), il quale la separa dalla Siria. A nord della Cilicia si ergono le montagne del Tauro, che la separano dall'altopiano centrale dell'Anatolia e che sono tagliate da una stretta gola, chiamata nell'antichità Porte della Cilicia.

## Storia

### Definizione diCilicia TracheaeCilicia Pedias
L'antica Cilicia veniva naturalmente divisa in Cilicia Trachea e Cilicia Pedias, divise dal fiume Lamas-Ṣū (odierno Limonlu). Salamina, la città sulla costa orientale di Cipro, era inclusa nella sua giurisdizione amministrativa. 
Alla Cilicia fu attribuito un fondatore eponimo, il mitico Cilix, ma il fondatore storico della dinastia che governò la Cilicia Pedias fu Mopso, identificabile in fonti fenicie come Mpš, il fondatore di Mopsuestia e protettore di un oracolo nelle vicinanze.
La Cilicia Trachea (Cilicia aspra), l'assira Khilakku dalla quale deriva il nome "Cilicia," è un aspro distretto montuoso formato dai contrafforti del Tauro, che spesso terminano in promontori rocciosi con piccoli porti protetti, una caratteristica che, nei tempi classici, fece della costa un paradiso dei pirati (vedi: Side), e che nel Medioevo portò alla sua occupazione da parte dei commercianti genovesi e veneziani. Il distretto è bagnato dal fiume Calicadno e anticamente era coperto da foreste che rifornivano la Fenicia e l'Egitto. Questa Cilicia non aveva grandi città.
La Cilicia Pedias (Cilicia piana, l'assira Kue), a est, includeva gli aspri contrafforti del Tauro e una larga pianura costiera, con un ricco suolo fertile, ora coltivata a cotone, grano, olivi e aranci. Molti delle sue alture erano fortificate. La pianura è bagnata dal fiume Cidno (Cydnus) (Tarsus Chai), dal Sarus (Sihun) e dal Pyramus (Jihun), ognuno dei quali trasporta parecchio limo. 
Il Sarus adesso entra in mare poco più a sud di Tarso, ma ci sono chiare indicazioni che una volta si univa al Pyramus, e che i fiumi uniti si dirigevano verso il mare ad ovest di Kara-tash. 
Attraverso la ricca piana dell'Isso correva la grande strada che univa l'est e l'ovest, e sulla quale si trovavano le città di Tarso (Tarsa) sul Cydnus, Adana (Adanija) sul Sarus, e Mopsuestia (Missis) sul Pyramus.
La mitologia greca menziona anche un'altra Cilicia, una piccola regione situata immediatamente a sud-est della Troade nell'Asia minore nord-occidentale, affacciata sul Golfo di Adramyttium. Il collegamento (se ce ne è uno), tra questa piuttosto oscura Cilicia (che sembra essere stata sotto il dominio di Troia) e la ben più conosciuta e meglio definita regione menzionata sopra, non è chiaro. Questa Cilicia troiana è menzionata nell'Iliade di Omero e nella Geografia di Strabone, e comprendeva località egualmente oscure come Tebe, Lyrnessus e Chryse. Tebe era situata sotto il monte Placus (infatti Omero la chiama una volta Thebe-sotto-il-Placus), che sembra essere stato niente altro che un piccolo sperone di roccia del Monte Ida, e sarebbe stato il luogo di nascita di Andromaca, moglie del principe Ettore. In base ad una leggenda, la città di Tebe fu fondata da Eracle, ma fu in seguito occupata dai Cilici. Le città cilicie di Tebe, Lyrnessus e Chryse furono poi attaccate e saccheggiate da Achille durante la guerra di Troia.

### Storia antica
Già il re ittita Ḫattušili I (1565-1540 a.C. circa) sembra aver controllato la porta Cilicia, mentre la pianura era un principato indipendente con il nome di Adaniya. In parte era sotto il controllo di Mitanni, con il nome di Kizzuwatna. Dopo che Šuppiluliuma I ebbe concluso dei trattati con Kizzuwatna, Muršili II (1318-1290 a.C.) riuscì ad annettere la Cilicia all'Impero ittita.
Nel XIII secolo a.C. si verificò un importante spostamento di popolazione, quando i Popoli del Mare. Gli Hurriti che vi risiedevano abbandonarono l'area e si spostarono a nord-est verso le montagne del Tauro, dove si stabilirono nell'area della Cappadocia.
Nell'VIII secolo a.C., la regione fu unificata sotto il dominio della dinastia di Mukšuš, che i Greci chiamarono Mopsos e accreditarono come fondatore di Mopsuestia, sebbene la capitale fosse Adana. Il carattere multiculturale di Mopsuestia si riflette nelle iscrizioni bilingui del IX e dell'VIII secolo, scritte sia in geroglifico luvio che in fenicio semitico occidentale.
Nel IX secolo a.C. divenne parte dell'Assiria e vi rimase fino alla fine del VII secolo a.C.. La Cilicia pianeggiante era allora una provincia assira con il nome di Qu'e (prima testimonianza scritta 858 a.C.). Sotto Salmanassar III, le prime avanzate assire avvennero intorno all'830. Kate di Qu'e si sottomise, pagò il tributo e sposò sua figlia al sovrano assiro, ma poi si allontanò di nuovo. Fu sostituito dal fratello Kirri. Il sovrano assiro Esarhaddon si vanta di aver sottomesso gli Ḫilakku, un popolo di montagna che abitava le montagne inaccessibili vicino a Qu'e e Tabal, "ittiti malvagi che facevano affidamento sulle loro montagne e non si erano sottomessi a un giogo da tempo immemorabile". Qu'e rimase una provincia assira almeno fino alla fine del regno di Assurbanipal. La sua appartenenza al Impero neo-babilonese dopo la caduta degli Assiri è dubbia. Nabucodonosor II la annoverava tra le sue terre, l'ultimo re Nabonide, che riferì di una campagna a Hume poco dopo la sua ascesa.
Sotto l'impero persiano la Cilicia fu apparentemente governata da re locali tributari, che portavano il nome o titolo ellenizzato di Syennesis; ma fu ufficialmente inclusa nella quarta satrapia da Dario. Senofonte trovò una regina al potere, e nessuna opposizione fu fatta alla marcia di Ciro.

### La Strada Reale Persiana
La Via Regia di Persia, la grande strada proveniente da occidente, esisteva da prima che Ciro conquistasse la Cilicia. Nella sua ripida discesa dall'altopiano anatolico verso Tarso, corre attraverso lo stretto passo esistente tra le pareti rocciose conosciute come Porte della Cilicia (Ghulek Boghaz). Dopo aver attraversato le basse colline ad est del Pyramus, passava attraverso una porta in muratura, il Demir Kapu, ed entrava nella piana dell'Issus. Da quella piana una strada correva verso sud attraverso un'altra porta in muratura ad Alessandretta, e da qui attraversava il Monte Amanus attraverso la Porta di Siria (Passo di Beilan), fino ad Antiochia ed alla Siria; e un'altra correva verso nord attraverso una porta in muratura, a sud di Toprak Kaleh, e attraversava il Monti Amanos dalla Porta Amaniana, Baghche Pass, verso la Siria settentrionale e l'Eufrate. Da quest'ultimo passo, che apparentemente era sconosciuto ad Alessandro, Dario attraversò le montagne prima della battaglia di Isso. Entrambi i passi sono brevi e facili e collegano geograficamente e politicamente la Cilicia Pedias alla Siria piuttosto che all'Asia Minore.

### Ellenismo e Cilicia romana

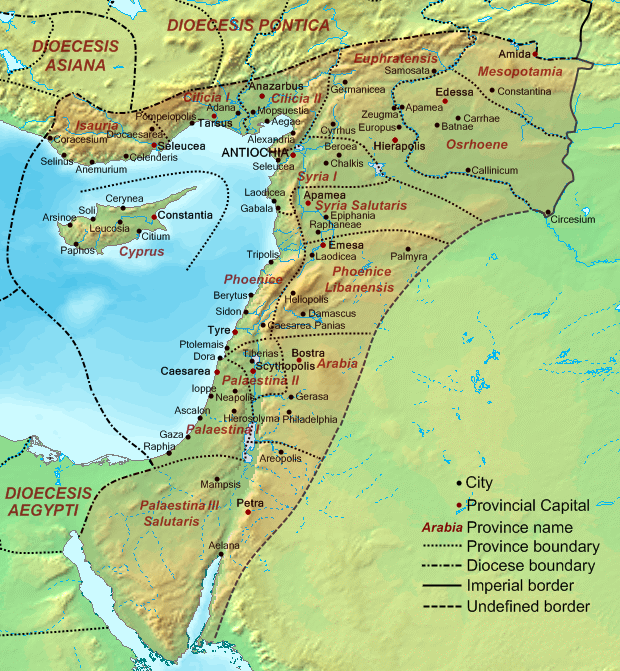
La Dioecesis Orientis nel 400, con la Cilicia Prima e la Cilicia Secunda

Similmente Alessandro Magno trovò le porte aperte, quando scese dall'altopiano nel 333 a.C.; e da questi fatti si può dedurre che il grande passo non era sotto il controllo diretto dei Persiani, ma sotto quello di un vassallo sempre pronto a rivoltarsi contro il suo dominatore.
Dopo la morte di Alessandro fu a lungo un campo di battaglia tra re e luogotenenti rivali, e per un periodo cadde sotto il dominio Tolemaico, ma poi sotto quello dei Seleucidi, i quali, però, non ne controllarono mai effettivamente che la metà orientale.
La Cilicia Trachea divenne un covo di pirati, che furono sottomessi da Gneo Pompeo Magno nel 67 a.C. in seguito alla battaglia di Korakesion (la moderna Alanya), e Tarso divenne la capitale della provincia romana di Cilicia. 
La Cilicia Pedias divenne territorio romano nel 103 a.C., e il tutto fu organizzato da Pompeo, nel 64 a.C., in una provincia che, per un breve periodo di tempo, si estese anche ad una parte della Frigia. 
Fu riorganizzata da Giulio Cesare, nel 47 a.C., e all'incirca nel 27 a.C. divenne parte della provincia di Siria-Cilicia Fenice. Inizialmente il distretto occidentale rimase indipendente sotto i re o dinasti-sacerdoti locali, e un piccolo regno, sotto Tarkondimotus, fu lasciato a est; ma questi vennero infine uniti alla provincia da Vespasiano, nel 74. Questa provincia fu stimata abbastanza importante da essere governata da un proconsole.
Sotto Diocleziano (circa 297), la Cilicia, con l'Isauria e le province siriane, mesopotamiche, egiziane e libiche, formò la Diocesis Orientis (l'Oriente) dell'Impero romano (nel III secolo la componente africana fu separata come diocesi d'Egitto), parte della prefettura del pretorio chiamata anch'essa Oriens (che includeva anche le diocesi Asiana e Ponto, entrambi in Anatolia, e la Tracia nei Balcani), la maggioranza ricca dell'impero orientale. 
La provincia fu suddivisa in Cilicia Prima, con capitale Tarso e città principali Adana e Pompeiopoli, e in Cilicia Secunda, con capitale Anazarbus e città principali Mopsuestia, Ægea e Alessandria di Isso.
Nel VII secolo fu invasa dagli arabi musulmani, che tennero il paese finché non fu rioccupato dall'imperatore bizantino Niceforo II Foca nel 965.
La Cilicia romana esportava il tessuto di lana caprina detto Cilicium, con il quale si facevano le tende.
Le divinità pagane che si erano imposte su tutte le altre erano: il giovane dio operante Sandan (divinità), ben presto identificato con Heracles, e un'antichissima divinità, forse l'anatolico Tarku, il dio eccelso, chiamato Baal-Tarz o anche Zeus. Entrambi erano l'espressione del rispetto che le popolazioni dell'antica Cilicia nutrivano per la fecondità della terra, i suoi ritmi, i suoi misteri e i suoi frutti. Durante l'anno le loro statue venivano adorne con le primizie della terra: fasci di spighe, tralci di viti e fiori. Come narra Dione Crisostomo, ogni anno, una grande pira su cui era stata collocata la statua del dio Sandan veniva bruciata con solennità a Tarso. La cerimonia aveva dapprima carattere funebre, ma subito dopo seguiva fra incomposte sfrenatezze la celebrazione della resurrezione del dio: era la rappresentazione della natura vegetativa che moriva sotto gli strali cocenti del sole per risorgere a vita nuova.
In Cilicia e in altre aree dell'Anatolia meridionale, la lingua luvia sopravvisse fino al primo anno cristiano.

### Regno armeno

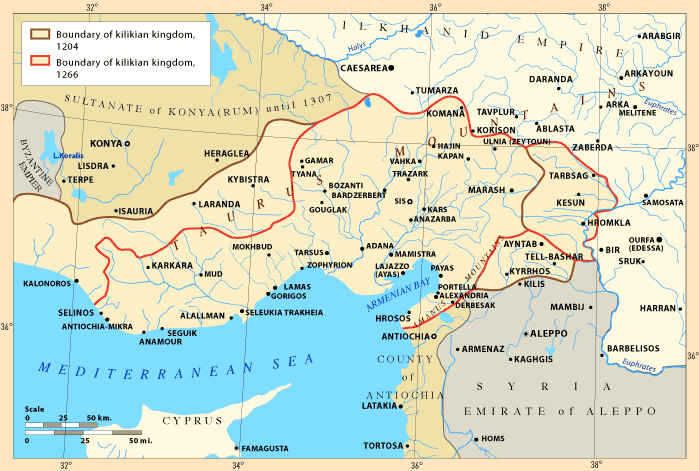
Il regno armeno di Cilicia, 1199-1375.

Durante l'epoca delle Crociate l'area fu controllata dall'armeno Regno di Cilicia. L'invasione selgiuchide dell'Armenia fu seguita dall'esodo degli armeni verso sud, e nel 1080, Rhupen, un parente dell'ultimo re di Ani, fondò nel cuore del Tauro cilicio un piccolo principato, che gradualmente si espanse nel regno della Piccola Armenia o Armenia Minor. Questo regno cristiano situato in mezzo a stati musulmani, ostile ai Bizantini, validamente d'appoggio ai crociati, e che intratteneva rapporti d'affari con le grandi città commerciali italiane, ebbe una tormentata esistenza di circa 300 anni. 
Gosdantin (1095-1100) aiutò i crociati nella loro marcia su Antioca, e fu nominato cavaliere e marchese. Thoros I (1100-1123), in alleanza con i principi cristiani di Siria, fece guerra con successo contro i Bizantini e i Turchi selgiuchidi. 
Levond II (Leone il Grande (r. 1187-1219)), estese il regno oltre i monti del Tauro e stabilì la capitale a Sis. Egli aiutò i crociati, fu incoronato re dall'arcivescovo di Magonza, e sposò una dei Lusignano di Cipro. 
Haithon I (r. 1226-1270) fece un'alleanza con i Mongoli, i quali, prima dell'adozione dell'Islam, protessero il suo regno dai Mamelucchi d'Egitto. 
Quando Levond V morì (1342), Giovanni di Lusignano fu incoronato re come Gosdantin IV; ma egli e i suoi successori si inimicarono gli Armeni tentando di convertirli alla Chiesa Romana, e distribuendo tutti i posti d'onore ai Latini, e alla fine il regno, in preda a dissensi interni, soccombette (1375) agli attacchi dei mamelucchi egiziani. 
La Cilicia Trachea fu conquistata dagli Ottomani nel XV secolo, ma la Cilicia Pedias rimase indipendente fino al 1515.

### Dispersione degli armeni di Cilicia
I Mamelucchi egiziani che avevano conquistato la Cilicia non furono in grado di mantenerne il possesso; tribù turche penetrarono nella regione e vi si stabilirono, anticipando la conquista della Cilicia da parte di Tamerlano. Di conseguenza alcune decine di migliaia di ricchi armeni lasciarono la Cilicia e si trasferirono a Cipro, che rimase sotto un governo francese fino al 1489.
Solo gli armeni più umili rimasero in Cilicia, conservarondo così la presenza armena nella regione fino al Genocidio armeno del 1915.
Ma già nel 1909 si registrarono nella regione omicidi e violenze cruenti: le fonti ufficiali parlano di 30.000 assassinii. I loro discendenti si dispersero nella Diaspora armena, ed il Catolicosato della Grande Casa di Cilicia si trova ora ad Antilyas, in Libano.

### Cilicia ottomana e turca moderna
In base al Trattato di Sèvres del 1920, la Cilicia doveva diventare parte della Siria francese ma fu ceduta, invece, alla Turchia nel 1921. Le moderne province di Mersin, Adana e Osmaniye si trovano nell'antica Cilicia.